# Wii Party
『Wii Party』（ウィー・パーティ）は、任天堂とエヌディーキューブが開発し、任天堂より2010年7月8日に発売されたWii専用ゲームソフト。アメリカでは同年10月3日、ヨーロッパでは同年10月8日に発売された。
続編として『Wii Party U』がWii U向けに発売された。

## 概要
2010年5月に行われた任天堂の第70期決算説明会で発表された。任天堂がパーティーゲームを発売するのは『マリオパーティDS』以来3年ぶりとなる。開発においても、エヌディーキューブの社員をはじめとした『マリオパーティシリーズ』担当経験のあるスタッフが参加している。『Wii Sports』、『Wii Fit』、『Wii Music』に続くタイトルとして発売をした。登場キャラクターはMiiで、Miiを使って様々なゲームに挑戦することができる。
日本では2010年6月2日に同年7月8日発売と発表がなされ、6月24日には公式サイトがオープンした。
数量限定でWiiリモコン（白またはピンク）同梱版も存在した。2011年11月下旬からはWii本体とWiiリモコンプラス（ピンクおよびWii本体色）同梱版が数量限定で発売された。
日本版のテレビCMには、『New スーパーマリオブラザーズ Wii』や『マリオカートWii』（2010年春からのバージョン）、『スーパーマリオギャラクシー2』に引き続き、人気アイドルグループ「嵐」を起用している。
日本ゲーム大賞2011年間作品部門優秀賞受賞。

## パーティスタイル

### リビングパーティ
テレビ画面とWiiリモコンの両方を活用したモード。2 - 4人に対応している。COMのMiiとは遊べない。
ワンワンかるた
最初に動物が画面上に登場し、Wiiリモコンのスピーカーから流れる画面に登場した動物と同じ鳴き声がするWiiリモコンを先に取るゲーム。ラウンドが進むと動物ではなくMiiが登場することもある。3点取ったプレイヤーが勝ち。
びんかんバクダン
Wiiリモコンを爆弾に見立てて、画面に表示されたボタンを押しながらWiiリモコンを揺らさないように相手に渡していくゲーム。大きく揺らしてしまったり、間違ったボタンを押してしまったら爆発して負けとなる。また、制限時間以内に相手に渡すことができなかった場合も爆発して負けになる。周回するたびに「ばくはつリミット」が下がって爆発しやすくなったり、制限時間が短くなる。
リモコンかくれんぼ
実際の部屋にWiiリモコンを隠してそれを見つけるゲーム。Wiiリモコンから10秒ごとに流れる音を頼りに部屋に隠されたWiiリモコンを見つけだす。隠されたWiiリモコンを全て発見したら「さがす側」の勝ち、発見できなかった時は「かくす側」の勝ち。
個人的クイズ
主役のMiiに関する問題に方向キーで答えるゲーム。主役以外は回答者となり、問題の答えが主役と同じだと思う選択肢を選んで回答する。主役と同じ答えを選ぶと得点が入る。一番点数が高いプレイヤーが勝ち。なお、主役は勝敗には関係しない。
古今東西バクダン
お題に沿った答えを答えて、相手に爆弾を渡していくゲーム。前の人が間違っていると思ったら、戻すことが出来る。制限時間以内に答えられないと爆発して負けとなる。周回するたびに制限時間が短くなる。
トランプかるた
読み上げられたトランプのカードを取るゲーム。このゲームを遊ぶにはトランプを別に用意する必要がある。まず、ゲームを始める前にジョーカーを除いた52枚のトランプを表にした状態で、テーブルや床の上に広げて準備する。ゲームが始まったらカードが読み上げられるので、読み上げられたカードを「かるた」のように早い者勝ちで取っていく。カードが読み上げた後5秒で次に移るので、その間に取れなかったカードはそのままにしておく。これを繰り返し、全てのカードを読み上げた時点で一番多くのカードを持っていたプレイヤーが勝ち。

### 定番パーティ
同社の『マリオパーティ』シリーズに近い、リモコン操作に重点が置かれたミニゲームを軸としたモード。1 - 4人に対応している。
スゴロク
一本道のルートをサイコロの出た目でマスを進めていくゲーム。1ターンごとに順番決めゲームが始まり、順位に応じてボーナスサイコロが貰える。各プレイヤーは「1～6」進める基本のサイコロと、ミニゲームの順位に応じてもらえるボーナスサイコロを使って出た数だけ進んでいく。止まったマスによって様々なイベントやミニゲームが発生する。ゴール前のゲートを破壊した(最初にゴールした)プレイヤーが優勝。途中トラップなどの仕掛けもあり、サイコロで指定数以上の目を出す等で成功しないと先に進めないこともある。
海外旅行ゲーム
決められた目的地の国を目指して世界の国々をめぐるボードゲーム。シャッフルされた手持ちのカードから1枚引き、カードに書かれた数だけ進む。1ターンごとに順位決めゲームが開始され、結果によって獲得できるコインが異なる。コインを集めてカードを購入したり目的地にたどり着いたりした時にコインを支払う。ターン数は基本10ターン+エクストラターン最大10ターン。エクストラターンで記念写真を撮るか合計20ターン経過で終了。目的地に着いた時に撮る記念写真の数が多い（同率の場合はコインの枚数が多いプレーヤー）プレイヤーが優勝。
Miiジャン
自分のエリアにいるMiiの色を揃えていくゲーム。各プレイヤーは6人のMiiを所持し、毎ターン流れてくる4人のMiiをミニゲーム上位順で選択（ただし2人は色が隠された状態）。同じ色の3人を2組つくったらあがりとなり、最終ラウンド終了時の得点を競う。組み合わせによってはボーナス点が加算され、あがりにならなかったプレイヤーもボーナス点がもらえる。ボーナスは以下の通り。
ボーイズ　同じ色の服を着た3人が全員男性
ガールズ　同じ色の服を着た3人が全員女性
マイカラー　3人全員、自分と同じ色（1P 青　2P 赤　3P 緑　4P 黄）
プラチナ　プラチナの服を着たMiiが3人。この色は滅多に出現しない
ワンカラー　6人全員同じ色。あがり時のみに加算され、必ずボーイズかガールズと複合する。

リーチ　同じ色の服を着た3人を1組つくる。
ルーレット
ルーレットを回してバンクに貯めたメダルをみんなで取り合うゲーム。各プレイヤーは手持ち500枚のメダルからスタートし、ルーレットを回して止まった内容によって、メダルを手に入れたりバンクにメダルを貯めていく。ミニゲームのマスに止まるとミニゲームが発生し、勝利したプレイヤーがバンクのメダルを獲得する。ターン数は基本10ターン+エクストラターン最大10ターン。エクストラターンでバンクが出るか合計20ターン経過で終了。終了時点で、メダルを最も多く保持しているプレイヤーの優勝。バンクのメダル上限値は99999で、上限値に達すると強制的にミニゲーム開始となる。一定のターン数が経過するとルーレットの内容が変わっていく。
ビンゴ
Miiが描かれているビンゴカードに穴を開けていくゲーム。ビンゴカードを選んだ後、開始前にミニゲームボールが10個投入される。ビンゴマシンの中には、Miiが描かれた「Miiボール」と、ミニゲームをプレイする「ミニゲームボール」の2種類が入っている。Miiボールが出てきた場合、同じMiiの顔が描かれたマスに穴を開けることができる。ミニゲームボールが出てきた場合、4人バトルミニゲームをプレイして勝利したプレイヤーのみ、好きな場所に穴を開けることができる。先にビンゴを1列達成したプレイヤーが優勝。

### ペアパーティ
2人プレイ専用のモードだが、1人プレイでもできる。（相性チェックを除く）
相性チェック
二人の仲良し度を判定するゲーム。まず、シンクロテストで5つの質問に答える。この際、答えを選ぶ時は2人で話し合ってはいけない。シンクロテスト終了後、2人ペアミニゲームにチャレンジしてその結果に応じて「A～D」の4つのランクで判定する。シンクロテストと、ミニゲームの結果を合わせて最高100点でペアレベルを発表する。
バランスシップ
左右のバランスを取りながらMiiを船のマストに乗せるゲーム。Miiは緑・黄色・紫のいずれかの服を着ており、それぞれ同じ色のマストにしか乗せることができない。スタンダードの場合、最初にMiiのサイズを決めるミニゲームをプレイし、クリアすれば同じサイズ、失敗すると別々のサイズのMiiをマストに乗せる。これを10ターン繰り返し、最終的にMiiを20人乗せることができればクリア。ただし、途中でMiiが船から落ちるとその時点でゲーム終了となる。タイムアタックの場合、Miiを乗せた後すぐに新しいMiiが投入される。これを次々に乗せていき、20人乗せるまでのタイムを競う。Miiを20人乗せるか1人でも落ちた時点でゲーム終了となる。
Mii合わせ
神経衰弱のように同じ色のMiiを当てていくゲーム。ペアが揃えば、得点が入りもう一度選ぶことができる。ペアが揃わないとハートが1つ消え、ゼロになるとライバルにターンが移る。3ターンに1回、1vs1ミニゲームが発生し、勝ったプレイヤーはハートを1つもらうことができる。全てのMiiをペアにするか10ターン経過した時点でゲーム終了となり、点数が高かった方のプレイヤーが勝ちとなる。3種類のペアパーティの中で唯一、二人で対戦する。

### ミニゲームであそぶ
フリープレイ
ミニゲームを自由に選んで遊べるモード。プレイしたミニゲームにはチェックマークが付く。
ミニゲーム大会
1vs1と4人で遊べる。ランダムに選ばれたミニゲームをひたすらプレイして、指定の点数をいち早く目指すゲーム。ミニゲームで対戦し、勝つと得点がもらえる。3点もしくは5点先取したプレイヤーが優勝。
チャレンジロード
ミニゲームを次々にクリアしながらゴールを目指す、1人用のゲーム。ミニゲームで1位～3位もしくは勝つと次のステージへ進める（引き分けの場合、得点はもらえないが次へ進める）。ミニゲームで4位もしくは負けると1つ前のステージに戻されライフが1個減り、ライフがゼロになるとゲームオーバーとなる。ライフは1vs3ミニゲームのステージで1個回復できる。難易度は初級（5ステージ）、中級（10ステージ）、上級（50ステージ）。初級、中級では分岐はあるが、上級では50ステージが一直線に並んでいる。
とことんミニゲーム
やりこみ度の高いミニゲームをプレイできる。一部のミニゲームは条件を達成しないとプレイできない。
うそつきハンター
隠しモードで、全てのミニゲームを一度ずつプレイすると出現する。ミニゲームを有利にプレイできる「うそつき」を予想し、得点を奪い合うゲーム。ミニゲームをプレイする前に、全員のWiiリモコンが振動するが、「うそつき」のWiiリモコンだけ振動しない。ミニゲームが終わった後、結果に応じて点数が入るが、その後の「ハンターチャンス」で「うそつき」を当てると、「うそつき」だったプレイヤーから決められた点数をもらうことができる。ただし、ハズレの時は「うそつき」だったプレイヤーに点数を取られてしまう。3ラウンドもしくは5ラウンド終了時に最終得点が1番高いプレイヤーが優勝。なお、COMのMiiはサポートプレイヤーとして参加し、「ハンターチャンス」で「うそつき」を指名することはない。

## ミニゲーム

### 4人バトル
ギャロップダービー
馬に乗ってレースをするミニゲーム。馬の体力が画面下に表示され、ムチを打つとスピードが上がるが馬の体力が減り、打ちすぎると馬の体力が無くなってスピードがすごく落ちる。減った体力は少しずつ回復する。一番早くゴールしたプレイヤーが1位となる。
ぐらぐらプレゼント
どんどん積み上がるプレゼント箱を地面に落とさずに持ち続けるミニゲーム。最後までプレゼント箱を持っていたプレイヤーが1位となる。
早切りベジタブル
Wiiリモコンを振って野菜を切るミニゲーム。一番早く野菜を切ったプレイヤーが1位となる。
ぎりぎりスキージャンプ
4人同時にスキージャンプをして飛んだ長さを競うミニゲーム。一定のラインに近いギリギリでジャンプするほど遠く飛ぶが、遅れると飛べずに落ちて記録なしになる。最も遠くまで飛んだプレイヤーが1位となる。
ねらいうちガンマン
自分の色の缶を撃って点数を競うミニゲーム。当てると1点、地面に落とすとマイナス2点。他の色の缶を撃つこともできるが、点数は入らない。最も点数が多かったプレイヤーが1位となる。
ふんばり！たるハードル
転がってくるたるや丸太を避けるミニゲーム。Wiiリモコンを振るとジャンプし、ジャンプ中にWiiリモコンを振り続けると少しだけ空を飛ぶことができる。一番早くゴールしたプレイヤーが1位となる。
さがしてパズルピース
表示される図形に合うピースを探して得点を競うミニゲーム。Miiの顔が付いたパーツは2点、付いてないパーツは1点。最も点数が多かったプレイヤーが1位となる。
月面着陸レース
宇宙に浮かんでいる隕石を避けながら月へ着陸するミニゲーム。隕石や他のMiiにぶつかると弾き飛ばされる。一番早く着陸したプレイヤーが1位となる。
ゾンビごっこ
ゾンビ役に捕まらないように逃げ続けるミニゲーム。捕まってゾンビ役になったプレイヤーは、他のプレイヤーを追いかける側になる。最後まで捕まらなかったプレイヤーが1位となる。
ビーチフラッグバトル
スタート合図で走り、旗を取ったプレイヤーが1位となる。旗に近づいたところでAボタンを押すと、ダイビングキャッチができる。フライング2回で失格。
にっこりカメラマン
1回のシャッターチャンスで8人のMiiの笑顔をより多く撮るミニゲーム。笑顔のMiiが最も多かった写真を撮ったプレイヤーが1位となる。
2分の1サバイバル
左か右を選んで下のフロアに落下し、どちらかにあるカミナリ雲に当たらないように選ぶ運試しのミニゲーム。2回当たるとリタイア。全部で3回選び、最も当たらなかったプレイヤーが1位となる。
おじゃまヒツジレース
ヒツジの群れの間をいち早く通り抜けるミニゲーム。一番早くゴールしたプレイヤーが1位となる。
ふわふわキャッチ
ふわふわ降ってくるハネをより多く掴むミニゲーム。ピンクのハネは1点、金色のハネは3点、枯葉はマイナス3点。WiiリモコンでポイントしてAボタンでハネを掴むが、カーソルの中心で掴まないとハネがふわっと飛んでいってしまう。最も点数が多かったプレイヤーが1位となる。
ボレーシュートマッチ
飛んでくるボールにタイミングを合わせボレーシュートを決めるミニゲーム。巨大なボールも飛んでくることがある。1人5回プレイし、最も多くボレーシュートを決めたプレイヤーが1位となる。
UFOカメラマン
1回のシャッターチャンスで素早く通り過ぎるUFOの写真を撮るミニゲーム。UFOがより写真の真ん中に写っているプレイヤーが1位となる。
ねらってチップイン
グリーン側からアプローチショットをして、より多くカップにボールを入れるミニゲーム。下に向けたWiiリモコンを起こすと白いラインが上がり、白いラインが自分のMiiの色のエリアと重なった時に振るとチップインできる。最も多くチップインしたプレイヤーが1位となる。
シャッフルMii
カップに入りシャッフルされた自分のボールを当てるミニゲーム。正解すると点数が入り、ラウンドが進むにつれて1点、2点、3点と点数が高くなる。最も点数が多かったプレイヤーが1位となる。
ふらふら迷路
迷路の真ん中にあるゴールを目指すミニゲーム。ただし途中にある2つの回転台に乗るとMiiが目を回してリモコン操作がバラバラになる。一番早く中央のゴールに着いたプレイヤーが1位となる。
乗ってけ！ヘリコプター
ヘリコプターを操作して、動き回っているMiiをたくさん乗せるミニゲーム。Miiの近くにロープを下ろすとMiiがロープに掴まり、一度に2人まで乗せることができる。最も多くMiiを乗せられたプレイヤーが1位となる。
スペースファイト
宇宙のヒーローになって戦うミニゲーム。相手に体当たりしたり隕石などを投げつけ命中させると得点が入る。最も点数が多かったプレイヤーが1位となる。
ぴったりストップウォッチ
指定されたタイムでストップウォッチを止めるミニゲーム。途中から数字が見えなくなり、頭の中でカウントする必要になる。指定されたタイムに最も近かったプレイヤーが1位となる。
はめこみパズル
6ピースのパズルを組み合わせて自分のMiiの顔を完成させるミニゲーム。一番早く完成させたプレイヤーが1位となる。
ぎりぎりで止めて！
たるが落ちてくるので頭に当たらないギリギリの高さで止めるミニゲーム。最も頭の近くでたるを止めたプレイヤーが1位となるが、頭に当たるとたるが壊れて記録なしになる。
ゴロゴロコロシアム
カプセルに入って穴に落ちないようにするミニゲーム。最初は四隅だけだが、時間経過で中央の穴が開く。最後まで落ちなかったプレイヤーが1位となる。
パンチングファイト
パンチングマシーンで相手を海に落とすミニゲーム。相手のパンチングマシーンに当ててもちょっとしか突き飛ばせないが、相手の体に当てれば一撃で突き飛ばせる。最後まで生き残ったプレイヤーが1位となる。
ステップアップレース
数字を選んで階段を上るミニゲーム。1・3・5の数字の中から1つを選び、他のプレイヤーと被らなければその数字の分だけ階段を上ることができる。先に12段上れたプレイヤーが1位となる。
マーメイドダイブ
人魚になって海中の真珠をたくさん採るミニゲーム。クラゲに触ると痺れて少しの間動けなくなる。最も多く真珠を採ったプレイヤーが1位となる。
ピコピコ！モグラたたき
モグラを叩いて点数を競うミニゲーム。茶色のモグラは1点、金色のモグラは3点。ライバルを叩くとジャマができる。最も多く点数が多かったプレイヤーが1位となる。
スペースレース
宇宙のヒーローになって星くずでできたコースでレースをするミニゲーム。ピンクのリングをくぐるとスーパーダッシュをする。先に3周したプレイヤーが1位となる。
ジャングルジャンプ
ロープに掴まり、体を振って勢いをつけてジャンプするミニゲーム。最も遠くまで飛んだプレイヤーが1位となる。
そろえてスリーカード
4枚3列のカードの中から自分のMiiカードを当てるミニゲーム。上から順番に1枚ずつ選び、当てたら下の列に進み、外れたら次の人に順番が回る。先に3枚とも当てたプレイヤーが1位となる。
君こそスーパースター
動き回るスポットライトが止まった時に、スポットライトに照らされるようにライトの下に移動するミニゲーム。スポットライトの数は人数より1つ少なく、最後までライトの下に移動できなかった人から脱落する。最後の1人になったプレイヤーが1位となる。
ドッグカメラマン
走り回る犬の写真を何枚撮れるか競うミニゲーム。ピントが合えばファインダーが赤く光り、ピントが合っていない写真は数に入らない。写真は10枚まで撮ることができる。一番多く犬の写真を撮れたプレイヤーが1位となる。
笑って赤ちゃん
泣いている赤ちゃんを笑顔にするミニゲーム。ハートが光るリズムで赤ちゃんをあやすと笑顔になる。一番早く赤ちゃんを笑顔にしたプレイヤーが1位となる。
ラッキー花火
4つの花火の中から一番大きな花火が上がりそうなものを選ぶミニゲーム。一番大きな花火が上がったプレイヤーが1位となる。完全に運任せのミニゲームなので、同率順位が出ることはない。
うしろからバトル
自動で進むトロッコの後ろにあるマトを当てるミニゲーム。マトを当てられたプレイヤーは脱落。Sのマークのアイテムを取ると一定時間スピードが上がる。最後まで生き残ったプレイヤーが1位となる。
けんすいチャンピオン
懸垂を10秒間で何回できるかを競うミニゲーム。最も多く懸垂をしたプレイヤーが1位となる。
ぴったりウォーキング
30メートルまでの看板を頼りに指定された距離まで歩くミニゲーム。最も近かったプレイヤーが1位となる。
バギーボンバー
バギーで風船を割って点数を競うミニゲーム。ピンクの風船は1点、金色の風船は3点。爆弾に触れると爆発し、爆発で転倒したプレイヤーは少しの間操作できなくなる。最も点数が多かったプレイヤーが1位となる。
運まかせトロッコ
3つのルートのうち1つだけハズレの行き止まりを選ばないように進む運のミニゲーム。人数が少なくなると方向を決める時間が短くなる。最後の1人になるか、10回正解のルートを選んでゴールまで辿りついたプレイヤーが1位となる。

### 1VS3
振り子アタック
1人側が天井から吊り下げたボールを投げて、3人側に当てるミニゲーム。30秒以内に全員当てれば1人側の勝ち、1人でも残っていたら3人側の勝ち。
カラテマスター
3人側が投げた丸太を1人側が空手の技で壊すミニゲーム。30秒間で1人側が3回攻撃を受けると1人側の負け。
カウントフルーツ
1人側が指定されたフルーツを数えるのを3人側がジャマをするミニゲーム。3人側はパネルでフルーツを隠すことができる。正解すれば1人側の勝ち、間違えれば3人側の勝ち。
レッツ！ポージング
1人側のポーズを3人側がマネをするミニゲーム。ポーズをマネできなかったプレイヤーは脱落。ポーズを決めるボタンは一度だけ押しなおせる。ラウンドが進むほどスピードが上がり、ボタンを入力する時間が短くなる。7ラウンド終了時に1人でも残っていれば3人側の勝ち、7ラウンド以内に全員脱落させれば1人側の勝ち。
みんなでかくれんぼ
隠れている3人側を1人側が見つけるミニゲーム。5回以内に3人全員見つければ1人側の勝ち。

### 1VS1
カウントMii
通り過ぎる列車の中にいるMiiを数えるミニゲーム。お互いのカウント数は結果発表まで見ることができない。正解に近かった方のプレイヤーが勝ち。
切りたおし名人
大きな木を斧で切り倒すミニゲーム。斧が一番高く振り上がった時にWiiリモコンを振ると、一度にたくさんの木を切ることができる。相手の方に倒せば勝ち。
ピザ宅配レース
バイクでピザを届けるミニゲーム。画面右側には地図が表示されており、目的地までのルートが描かれている。相手より先にゴールすれば勝ち。
ヒツジ集め競争
ベルを鳴らしてヒツジを自分のゲートの中に呼び寄せるミニゲーム。相手より多ければ勝ち。
チャンネル合わせ
6つのテレビチャンネルをお手本に合わせるミニゲーム。チャンネルは4種類あり、押すたびに順番に切り替わる。相手より先に6台全てをお手本と同じにすれば勝ち。
ピョンピョンレース
ホッピングマシンでレースをするミニゲーム。バネが縮んだ時にWiiリモコンを振るとジャンプし、一番縮んだ時に振れば大ジャンプができる。相手より先にゴールすれば勝ち。
スピードガンマン
次々と現れるマトを撃つミニゲーム。悪者のマトは1点、女性のマトはマイナス5点。点数が多かった方のプレイヤーが勝ち。
ふうせんエアレース
飛行機で風船を割って点数を競うミニゲーム。ピンクの風船は1点、金色の風船は3点。点数が多かった方のプレイヤーが勝ち。
ビーチフラッグバトル
ルールは4人バトルと同じ。
コロコロラビリンス
迷路を傾けてボールになったMiiを転がしながらゴールまで運ぶミニゲーム。相手より先にゴールすれば勝ち。
フルーツきおくバトル
隠されたフルーツを当てるミニゲーム。最初にフルーツの配置を記憶し、5個のフルーツが隠されるので何のフルーツだったか順番に当てていく。先に3個当てたプレイヤーが勝ち。

### 2ペア
フルーツバスケット
Miiが持つ板を傾けて落ちてくるフルーツを同じ絵のカゴに入れるミニゲーム。フルーツが落ちてくるタイミングに合わせてWiiリモコンを振り上げると仲間にパスができる。
ロボットファクトリー
左右のベルトコンベアーを流れてくるパーツの中から、同じ色の体と足を合体させるミニゲーム。パーツはWiiリモコンでポイントしてAボタンで掴んだ後、同じ色の体と足を近づければ合体できる。
スプラッシュボート
2人でボートに乗り左右に分かれてオールを漕ぎゴールを目指すミニゲーム。ボートの向きを変える時は曲がりたい方向と反対側のプレイヤーがオールを漕ぐ必要がある。
ゴーストハウス
ライトでゴーストを退治しながら出口を目指すミニゲーム。ゴーストはしばらくライトを当てていれば退治できる。仲間がゴーストに捕まってもそのゴーストを退治すれば助け出すことができる。脱出できればクリア。ただし、2人とも捕まるか仲間がゴーストに捕まったまま画面上部まで連れていかれるとその時点でゲームオーバー。
シュート＆シュート
2人でたくさんシュートを決めるミニゲーム。2人のボールがぶつからないように、タイミングをずらしてシュートするのがコツ。
バランスブリッジ
バランスを取って橋をまっすぐにしつつ渡るミニゲーム。傾けすぎると落ちてタイムロスになる。制限時間60秒以内にゴールにたどり着けばクリア。
めぐりあいドア
別々の部屋からスタートし次の部屋に繋がるドアを選んで進むミニゲーム。2人が出会えばクリア。正解のドアを開ければ次の部屋へ進むことができるが、不正解のドアを開けてしまうとタイムロスになる。どれが正解のドアか見た目では判別できないため完全に運で決まるミニゲームである。
ねらえ！ビッグフィッシュ
2人で魚釣りをするミニゲーム。魚がかかってWiiリモコンが振動した時に、2人とも素早くWiiリモコンを振り上げることができたら魚を釣ることができる。
バルーンコースター
ジェットコースターに乗り、風船を割ってプレゼント箱をゲットするミニゲーム。リボンの色で点数が変わり緑色は10点、赤色は5点、青色は1点。
スカイサイクリング
2人で人力飛行機を漕ぎ、たくさん前に進むミニゲーム。ペダルを漕ぐと体力が減るが、空中にあるハートを取れば体力を回復させることができる。ペダルを速く漕ぐと高く飛べるが、その分体力の消耗が早くなる。
ぐるぐるヒツジ運び
丸い橋を回転させてヒツジを手前側の岸まで渡らせるミニゲーム。十字ボタンで自分の色の橋が一斉に回転する。ヒツジは1つの橋につき3匹まで乗せることができる。
デンジャラストロッコ
トロッコを漕いで洞窟の出口を目指すミニゲーム。自分のMiiが持つレバーが上がった時にWiiリモコンを振ると前進する。後ろから追ってくる岩に追いつかれる前に脱出できればクリア。ただし、後ろから追ってくる岩に追いつかれるとその時点でゲームオーバー。
地球への道のり
ロープに繋がった状態で宇宙に浮かんでいる隕石を避けながらゴールを目指すミニゲーム。移動はジェット噴射で進んでいくが、2人で同じ方向に進まないと移動速度が遅くなる。
追いつめマウス
暗い迷路の中で逃げ回るネズミを捕まえるミニゲーム。ネズミはMiiより素早いので、2人ではさみうちして捕まえる必要がある。制限時間60秒以内にネズミを捕まえることができればクリア。
ねらいうちガンマン
地面に落とさないように缶を撃ち続けるミニゲーム。当てると1点、地面に落とすとマイナス2点。缶は途中で3つに増える。
わなげガーデン
つぼみに輪を投げる輪投げのミニゲーム。小さく振ると手前の列へ、大きく振ると奥の列へ輪を投げることができる。つぼみは全部で12個ある。
ハイスピードボブスレー
2人でボブスレーに乗ってゴールを目指すミニゲーム。Wiiリモコンを2人同時に傾けることでレーンを移動する。加速パネルの上に乗るとスピードアップする。
みんなでなわとび
縄跳びのロープを回して5人のMiiが何回飛べるかチャレンジするミニゲーム。Miiが5人入った時点からカウントが始まる。
トラップアドベンチャー
仕掛けを協力しながらクリアして、ゴールを目指すミニゲーム。制限時間90秒以内にゴールにたどり着けばクリア。
スイッチアスレチック
島を繋ぐ橋を渡るミニゲーム。途中の穴は、穴と同じ色のスイッチを踏んでいる間だけ塞ぐことができる。制限時間60秒以内にゴールにたどり着けばクリア。
クローバーさがし
絵の中にある四つ葉のクローバーを探すミニゲーム。三つ葉を選ぶとマイナス2秒。制限時間15秒以内に5つ全て見つければクリア。
バナナ運びパズル
バナナの木箱を倉庫の外へ運び出すミニゲーム。木箱は押したり引いたりでき、大きな木箱は2人で動かすことができる。

### とことん
あっちこっちパニック
次々と降ってくるMiiを服と同じ色の家に入れるミニゲーム。ドアが閉まる前に続けて家に入れるとボーナス点が入る。家はMiiを5人入れるとレベルアップし、もらえる得点も高くなる。ただし違う色の服のMiiを入れるとレベルダウンする。Miiが落ちるとハートが減る。途中で犬が降ってくることがあるが落ちてもハートは減らない（落ちる前に犬小屋に入れるとボーナス点が入る）。ハートが全てなくなると終了。
花さかロジック
Miiを配置して花を咲かせるミニゲーム。ジョウロを取らないと花を咲かせることができない。全30ステージ。
とことんクローバーさがし
絵の中で少しだけちがう所を見つけるミニゲーム。ステージクリアで制限時間が10秒プラスされる。絵柄は全部で6つあり、5ステージごとに変化する。全30ステージ。
とことんぐらぐらプレゼント
どんどん積み上がっていくプレゼントをどこまで持ち続けられるかチャレンジするミニゲーム。プレゼント箱を落とすか5分経過するまでチャレンジは続く。
とことんバランスブリッジ
少しずつ難しくなるステージを次々とプレイする。ゴールすると制限時間が30秒プラスされる。全10ステージ。
とことんバナナ運びパズル
少しずつ難しくなるステージを次々とプレイする。1ステージの制限時間は60秒。全30ステージ。
ぐるぐるパズル
同じ色のパネルを縦か横に4つ以上繋げて消すミニゲーム。1人プレイの場合、右側の5色のメーターが時間経過するごとに上がっていき、パネルを消すとそれに対応した色のメーターを減らすことができる。1色でもいっぱいにたまると即終了。2人または4人で対戦する場合、30秒ごとに全体が回転する。最も点数が多かったプレイヤーが1位となる。

## 開発
開発は主に任天堂の子会社であるエヌディーキューブが担当した。エヌディーキューブには過去にハドソンで『マリオパーティシリーズ』の開発に関わっていた開発者が在籍していたことから、任天堂が主人公にMiiを使ったパーティゲームの制作を持ちかけ、開発がスタートした。『マリオパーティシリーズ』と違い、プレイヤーの分身であるMiiが操作キャラクターであり、そのことから定められているゲーム中でのMiiの扱いについてのルールを踏まえて開発しなければならなかったことが大変であった、とエヌディーキューブの開発者は語っている。
また、それ以上に「Wii」の名前を冠した「Wiiシリーズ」のゲームとしてリリースすることから、「新しいチャレンジ」をすることが任天堂側から要求されており、そのハードルを超えることが難しく、開発が予定よりも大幅に遅延した。最終的に、「Wiiリモコンを隠す」という発想から生まれた「リモコンかくれんぼ」を思いついたことから、「リビングパーティ」と名付けた一連のゲームが生まれ、任天堂内の『Wii Sports Resort』や『Wii Fit Plus』開発チームからのフィードバックも受け、発売に至った。

## 評価
本作は賛否両論ながらどちらかといえば好意的な評価を批評家から受けており、Metacriticのスコアは100点中68点である。GameSpotは10点中8点としており、バラエティに富んだミニゲームやモードを称賛している一方で、かなりの数のゲームをプレイするまでのロード時間が長いことや特定のモードをプレイし続けることに対するインセンティブが多くないことなどを指摘している。「Nintendo World Report」も10点中8点としており、「『マリオパーティ』におけるよくある不満点は、数多くのトラップや対戦相手が操作している際の待ち時間といった要素がゲームプレイを止めさせてしまうほどに多いことだが、Wii Partyではゲームスピードが上がったことで回避できている」と述べている。 IGNは10点中7点とし、"pretty good game"ではあるものの、過去の同種のパーティゲームより優れてはいないと述べている。GameTrailersは7.9点をつけており、「少数のダメなモードやいくつかのコントローラーの小さな問題を除いて、大きな欠点はなかった」と述べている。
Game InformerのPhil Kollarは否定的なレビューを投稿しており、80以上のミニゲームのクオリティが統一されていないことなどを指摘している。
日本ゲーム大賞2011で年間作品部門優秀賞を受賞した。

### 売上
日本では発売初週である7月第2週に23万本を売り上げ、この週の売上ランキングで1位を獲得した。
2011年1月の任天堂の決算説明会では、ヨーロッパ、日本、アメリカでの売上を比較するとヨーロッパでの販売台数が最も多く、アメリカが最も低いと報告された。
2013年までに日本で236万1016本を売り上げ、2023年までに全世界で935万本を売り上げた。